# Punktowiec przy ulicy Jastrzębiej we Wrocławiu

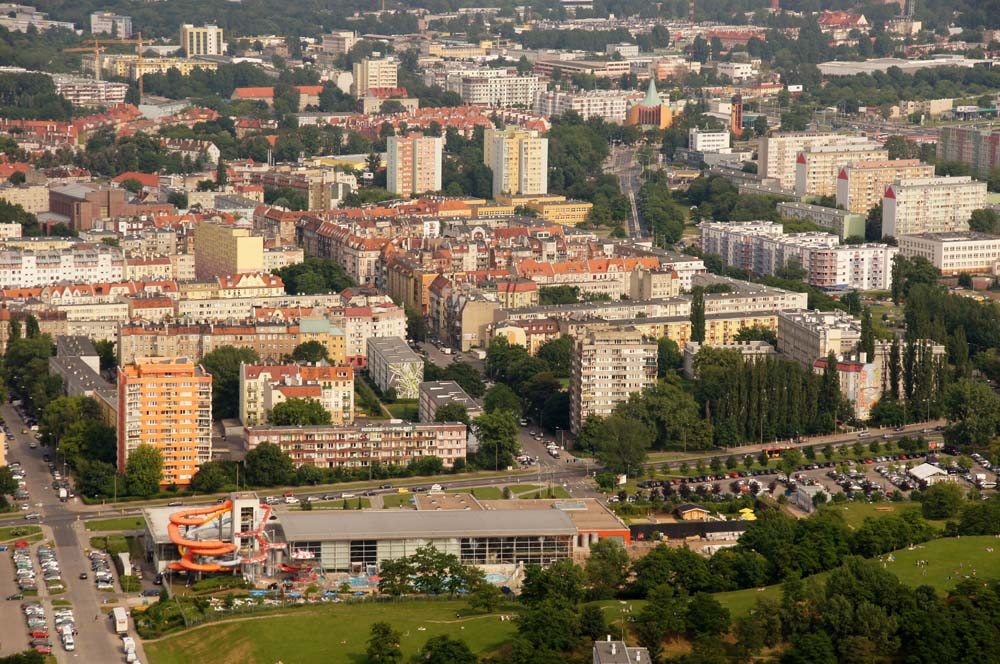
Huby, ul. Borowska, dwa punktowce

Punktowiec przy ulicy Jastrzębiej – budynek mieszkalny zaprojektowany i zbudowany przy ulicy Jastrzębiej we Wrocławiu, a następnie także w innych lokalizacjach miasta. Projekt budynku powstał w 1967 r. Projektantem była architekt Maria Kiełczewska, która stworzyła projekt powtarzalny co umożliwiło jego zastosowanie do budowy kolejnych budynków zgodnych z pierwowzorem, zarówno w sąsiedztwie pierwszego budynku jak i w innych lokalizacjach miasta.
Pod względem architektonicznym budynki tego typu to punktowce o jedenastu kondygnacjach nadziemnych, czyli średniowysokie, zbudowane w technologii wielkoblokowej. Pośród charakterystycznych cech technicznych obiektu wymienia się między innymi duży rzut poziomy kondygnacji powtarzalnej, który umożliwił wydzielenie stosunkowo dużej liczby lokali mieszkalnych przypadających na kondygnację. Ta cecha oraz inne walory techniczno-ekonomiczne powodowała duże zainteresowanie projektem między innymi wśród spółdzielców. Styl budynków określany jest jako modernizm, przy czym wskazuje się w jego ramach na nurt tzw. modernizmu rzeźbiarskiego. Bryłę budynku określa się jako przysadzistą, dynamizowaną wertykalnie na elewacjach południowych i północnych ryzalitami i loggiami. Ponadto budynek wyróżniają się rozrzeźbionymi narożnikami, gdzie usytuowano loggio-balkony.
Budynki tego typu powstały w następujących lokalizacjach:
- w rejonie ulicy Borowskiej (Osiedle mieszkaniowe „Huby”)[1][3]: ulica Gliniana 23[4], ulica Wesoła 1[5], ulica Przestrzenna 1[6]
- w rejonie ulicy Fiołkowej[1] (Górka Wiatraczna[7]): ulica Grabiszyńska 311[8], 313[9], 315[10]
- w rejonie ulicy Jastrzębiej[1]: ulica Jastrzębia 9[11], 13[12], ulica Racławicka 20[13]
- w rejonie ulicy Kamiennej[1]: ulica Kamienna 2[14], 4[15], 6[16]
- w rejonie ulicy Sokolej[1]: ulica Sokola 49[17], 51[18].

### fotopolska.eu
- Gliniana 23 - Borowska 26 [online], fotopolska.eu, ID: b41651 [dostęp 2022-10-21] (pol.).
- Grabiszyńska 313 [online], fotopolska.eu, ID: b105123 [dostęp 2022-10-21] (pol.).
- Grabiszyńska 315 [online], fotopolska.eu, ID: b105121 [dostęp 2022-10-21] (pol.).
- Jastrzębia 9 [online], fotopolska.eu, ID: b22544 [dostęp 2022-10-21] (pol.).
- Jastrzębia 13 [online], fotopolska.eu, ID: b18976 [dostęp 2022-10-21] (pol.).
- Kamienna 2 [online], fotopolska.eu, ID: b50764 [dostęp 2022-10-21] (pol.).
- Kamienna 4 [online], fotopolska.eu, ID: b18258 [dostęp 2022-10-21] (pol.).
- Kamienna 6 [online], fotopolska.eu, ID: b50763 [dostęp 2022-10-21] (pol.).
- Przestrzenna 1 [online], fotopolska.eu, ID: b87483 [dostęp 2022-10-21] (pol.).
- Racławicka 20 [online], fotopolska.eu, ID: b36879 [dostęp 2022-10-21] (pol.).
- Sokola 49 [online], fotopolska.eu, ID:b47093 [dostęp 2022-10-21] (pol.).
- Wesoła 1 - Borowska 44 [online], fotopolska.eu, ID:b41652 [dostęp 2022-10-21] (pol.).

### polska-org.pl
- ul. Gliniana, Budynek nr 23 [online], polska-org.pl, ID: 548709 [dostęp 2022-10-21] (pol.).
- ul. Grabiszyńska, Budynek nr 311 [online], polska-org.pl, ID: 6517903 [dostęp 2022-10-21] (pol.).
- ul. Grabiszyńska, Budynek nr 313 [online], polska-org.pl, ID: 558167 [dostęp 2022-10-21] (pol.).
- ul. Grabiszyńska, Budynek nr 315 [online], polska-org.pl, ID: 558168 [dostęp 2022-10-21] (pol.).
- ul. Jastrzębia, Budynek nr 9 [online], polska-org.pl, ID: 510550 [dostęp 2022-10-21] (pol.).
- ul. Jastrzębia, Budynek nr 13 [online], polska-org.pl, ID: 510642 [dostęp 2022-10-21] (pol.).
- ul. Kamienna, Budynek nr 2 [online], polska-org.pl, ID: 561762 [dostęp 2022-10-21] (pol.).
- ul. Kamienna, Budynek nr 4 [online], polska-org.pl, ID: 3402157 [dostęp 2022-10-21] (pol.).
- ul. Kamienna, Budynek nr 6 [online], polska-org.pl, ID: 561763 [dostęp 2022-10-21] (pol.).
- ul. Przestrzenna, Budynek nr 1 [online], polska-org.pl, ID: 4857707 [dostęp 2022-10-21] (pol.).
- ul. Racławicka, Budynek nr 20 [online], polska-org.pl, ID: 510642 [dostęp 2022-10-21] (pol.).
- ul. Sokola, Budynek nr 49 [online], polska-org.pl, ID: 5734415 [dostęp 2022-10-21] (pol.).
- ul. Sokola, Budynek nr 51 [online], polska-org.pl, ID: 6391063 [dostęp 2022-10-21] (pol.).
- ul. Wesoła, Budynek nr 1 [online], polska-org.pl, ID: 557311 [dostęp 2022-10-21] (pol.).